# Percy Clifford

Clifford im Jahr 1903

Percy Charles Clifford (* um 1877 in Cornwall (England); † um 1942 in Mexiko) war ein Fußballspieler, -trainer und -funktionär, der 1899 im Alter von 22 Jahren nach Mexiko kam, wo er entscheidenden Einfluss auf die frühe Entwicklung des Fußballsports hatte.

## Cliffords Wirken in Mexiko
Zunächst wurde der fußballbegeisterte Clifford Mitglied beim Reforma Athletic Club, wo er um die Jahrhundertwende (ca. 1900) eine Fußballabteilung ins Leben rief, die sich zur erfolgreichsten Mannschaft Mexikos vor Beginn des Ersten Weltkriegs entwickeln sollte und im Zeitraum zwischen 1906 und 1912 sechs Meistertitel gewann. Zu jener Zeit spielte Clifford allerdings schon in den Reihen des von ihm gegründeten British Club, mit dem er in der Saison 1907/08 als Spielertrainer seinen ersten Meistertitel gewann. Zuvor hatte er bereits, ebenfalls in Reihen des British Club, die Torjägerkrone in den Spielzeiten 1904/05 und 1906/07 gewonnen.
Nach dem Gewinn des Pokalwettbewerbs im Jahr 1911 zeigten sich in der folgenden Saison erste Auflösungserscheinungen beim British Club, die den Fußballpionier bewegten, mit dem Rovers FC einen neuen Verein ins Leben zu rufen. Durch die vermehrte Abwanderung der Engländer, die dem Ruf der britischen Regierung gefolgt waren und in den in Europa tobenden Krieg zogen, war schließlich auch die Auflösung des Rovers FC nicht mehr aufzuhalten. Damit verschwand der englische Einfluss aus der nunmehr von spanischen und einheimischen Mannschaften dominierten Liga.
Clifford arbeitete fortan als Trainer bei nicht-englischen Mannschaften, wie dem 1917 von katalanischen Einwanderern gegründeten Club Catalunya, zu dem er 1918 kam, oder dem Club Aurrerá, von dem er 1924 verpflichtet wurde. Später führte er den Club América mit dem typisch englischen Stil (Schnelligkeit, physische Zweikampfstärke und weite Pässe in die Spitze) zur Meisterschaft in den Jahren 1927 und 1928.